# Clypeaster miniaceus
Clypeaster miniaceus is een zee-egel uit de familie Clypeasteridae.
De wetenschappelijke naam van de soort werd in 1925 gepubliceerd door Hubert Lyman Clark.